# Divisões administrativas em 1889
Nesta página encontrará referências aos acontecimentos directamente relacionados com a regiões administrativas ocorridos durante o ano de 1889.

## Eventos
- 21 de fevereiro - O lugar e a freguesia de São Pedro de Farinha Podre alteram a sua designação para São Pedro de Alva.[1]
- 25 de maio - O médico baiano Deocleciano Ramos propõe uma bandeira, que torna-se-ia a do Estado da Bahia.
- 6 de Junho - Elevação do lugar de Santo Antão, concelho da Calheta, ilha de São Jorge, à categoria de freguesia.
- 26 de agosto - Fundação de Campo Grande, capital do estado de Mato Grosso do Sul.
- 2 de novembro - O território de Dakota é dividido em "do Norte" e "do Sul". Dakota do Norte torna-se o 39º estado norte-americano e Dakota do Sul torna-se o 40º estado norte-americano.
- 8 de novembro - Montana torna-se o 41º estado norte-americano.
- 11 de novembro - Washington torna-se o 42º estado norte-americano.